# Pomnik cesarza Wilhelma I we Frankfurcie nad Odrą
Pomnik cesarza Wilhelma I we Frankfurcie nad Odrą (Kaiser-Wilhelm I.-Denkmal Frankfurt (Oder)) – pomnik cesarza Wilhelma I we Frankfurcie nad Odrą. Zdemontowany w 1942 roku.

## Historia
Po śmierci cesarza Wilhelma I w 1888 we Frankfurcie nad Odrą zebrała się grupa 18 mieszkańców, która ogłosiła konkurs na pomysł upamiętnienia zmarłego przywódcy. Wybór padł na propozycję Maxa Ungera, który w 1897 otrzymał polecenie wykonania pomnika.
W maju 1899 gotowa była makieta monumentu, po czym odlewnia H. Gladenbeck w Berlin-Friedrichshagen wykonała odlew z brązu. W sumie dzieło kosztowało 83 000 marek, z czego 50 000 wyłożyli mieszkańcy, zaś pozostałe 33 000 - władze miasta. Początkowo pomnik miał zostać postawiony na Rynku Głównym, kilkanaście metrów od południowej ściany ratusza. Ostatecznie znalazł się jednak na Wilhelmsplatz (ob. Platz der Republik).
Uroczyste odsłonięcie odbyło się 20 października 1900. Wysoki na 4,5 m pomnik przedstawiał cesarza w hełmie siedzącego na koniu. Na frontowej stronie postumentu, mierzącego 3,84 m, widniał napis: "Wilhelm I.", na tylnej zaś: "Dem großen Kaiser, Begründer des Deutschen Reiches, die dankbare Stadt".
Już w 1942 roku brązowy posąg został zdemontowany i przetopiony na potrzeby wojenne.